# 曹和庆
曹和庆（1938年—1999年），河北宁晋人，中国人民解放军将领、中国人民解放军中将。 
1993年，授予中国人民解放军中将，曾任北京军区副政治委员、第二炮兵副政治委员。 